# کله جمعه
کله جمعه، روستایی از توابع بخش جالق شهرستان سراوان در استان سیستان و بلوچستان ایران است.

## جمعیت
این روستا در دهستان جالق قرار دارد و براساس سرشماری مرکز آمار ایران در سال ۱۳۸۵، جمعیت آن ۴۹ نفر (۱۷خانوار) بوده‌است.